# Novo Repartimento
Novo Repartimento é um município brasileiro do estado do Pará. Localiza-se a uma latitude 04º19'50" sul e a uma longitude 49º47'47" oeste, estando a uma altitude de 200 metros. Sua população estimada em 2022 era de 60.438 habitantes. Possui uma área de 15464,19 km².
Nas épocas mais secas do ano (outono e inverno), é muito comum registrarem-se valores críticos de umidade relativa do ar, com índices que podem ficar abaixo de 10%, muito longe do ideal de 60% recomendado pela OMS (Organização Mundial da Saúde).

## História
A origem do município de Novo Repartimento está relacionada à tribo indígena Parakanã, à construção da Rodovia Transamazônica e à construção da Usina Hidrelétrica de Tucuruí. O nome Repartimento, segundo os historiadores, teve origem com os índios Parakanãs, os quais denominaram de Repartimento um rio que fazia a divisão de suas terras.
A vila de Repartimento foi a denominação dada ao local onde fixou-se a povoação oriunda do acampamento da empresa que construiu a Rodovia Transamazônica. O município surgiu a partir da mudança obrigatória da vila de Repartimento Velho, em decorrência da inundação daquela área pelas águas da represa da barragem da Usina Hidrelétrica de Tucuruí. O município foi criado pela Lei 5.702, de 13 de dezembro de 1991. Foi desmembrado dos municípios de Tucuruí, Jacundá e Pacajá.

## Saúde
O município conta com um hospital municipal, localizado na sede, além de unidades de saúde nos bairros que a compõem, e oito postos na zona rural: Vila Maracajá, Divinópolis, Paracanã, Projeto Tuerê, Vila S. Vicente, Vila Belo Monte, Gleba Baiano e Pacajazinho. O município conta ainda com um posto da Fundação de Saúde.

## Educação
O município possui 150 escolas, distribuídas na zona rural e na sede municipal. Novo Repartimento também possui sete creches conveniadas com o Ministério da Educação.

## Segurança
A segurança do município de Novo Repartimento está sob a responsabilidade da Policia Militar do Pará, que possui a 23º Companhia Independente de Polícia Militar (23ª CIPM). A 23ª CIPM possui um Posto Policial Destacado (PPD) na vila de Maracajá. Além disso, tem como unidade subordinada, o 38º Pelotão Destacado (38º PEL DEST), sediado no município de Pacajá. Em 2009 o município recebeu um posto da Polícia Rodoviária Federal.

## Saneamento
A distribuição de água atende uma pequena parcela da população que mora na sede do município, esta ocorre através de poços artesianos e coleta com tratamento em um rio, a maioria das casa apresenta poços e na maioria dos bairros existe esgoto, porém não há tratamento destes resíduos. Nas vilas não existe sistema de esgoto, em algumas existe sistema de abastecimento de água. Ocorre coleta de lixo em todo o município, porém todo o material coletado não recebe tratamento e é jogado a céu aberto.

## Economia
Cerca de 90% da população vivia no meio rural, em projetos criados pelo INCRA, e estão ligados direta ou indiretamente à atividade agrícola. A pecuária tinha pequena participação no contexto econômico, sendo praticada por médios e grandes produtores. No extrativismo vegetal, os produtos que mais se destacavam eram a madeira e a castanha do Pará.
Este contexto prevaleceu até a década de 1990, a partir deste período a população urbana se igualou a rural oriundo da formação de novas vilas, chegada de novas pessoas e principalmente através do êxodo rural. As principais fonte econômicas são o funcionalismo público, comércio, extração do cacau com incentivo de  um projeto do governo do estado a CEPLAC - Comissão do Plano da Lavoura Cacaueira e pecuária.

## Neo-repartimentense ilustre
Erik Nascimento Lima: futebolista.

## Pavimentação
A cidade possui apenas 50% de sua extensão asfaltada somente a estrada que conduz até Altamira. A outra parte em estrada de chão interliga Marabá, se estendendo até Tucuruí, região sudoeste do estado. Atualmente a cidade passa pelo processo de asfaltamento nos bairros com maior tráfego. Alguns protestos foram presenciados na Rodovia Transamazônica onde manifestantes puseram barreiras com pedras e carros para despertar interesse dos governantes.